# كيس التامور
كيس التامور (بالإنجليزية: Pericardial cyst) هو تضخم حميد غير شائع في الكيس التاموري المحيط في القلب، يمكن أن يؤدي إلى ظهور أعراض عن طريق الضغط على الأعضاء القريبة من القلب في جسم الإنسان.

## التاريخ
عرفت الأكياس التامورية لأول مرة أثناء تشريح الجثث في القرن التاسع عشر من قبل علماء الأمراض.
أصبح مع تقدم مجال الأشعة التعرف على الأكياس التامورية لدى المرضى الأحياء بسهولة.
في عام 1931 أجرى أوتو بيكهارت أول استئصال جراحي لكيس تاموري في مستشفى لينوكس هيل في نيويورك باستخدام تنظير الصدر.
في عام 1943 أطلق عليها من قبل أطباء الجراحة مصطلح أكياس مياه الينابيع التامورية لأن الأكياس تحتوي على سائل صافٍ.

## الإصابة
يمكن أن تظهر في أي عمر، ولكن يتم تشخيصها بشكل شائع بين العقد الثالث والخامس من العمر، الإناث والذكور لديهم حالات متساوية تقريبًا من الأكياس التامورية.

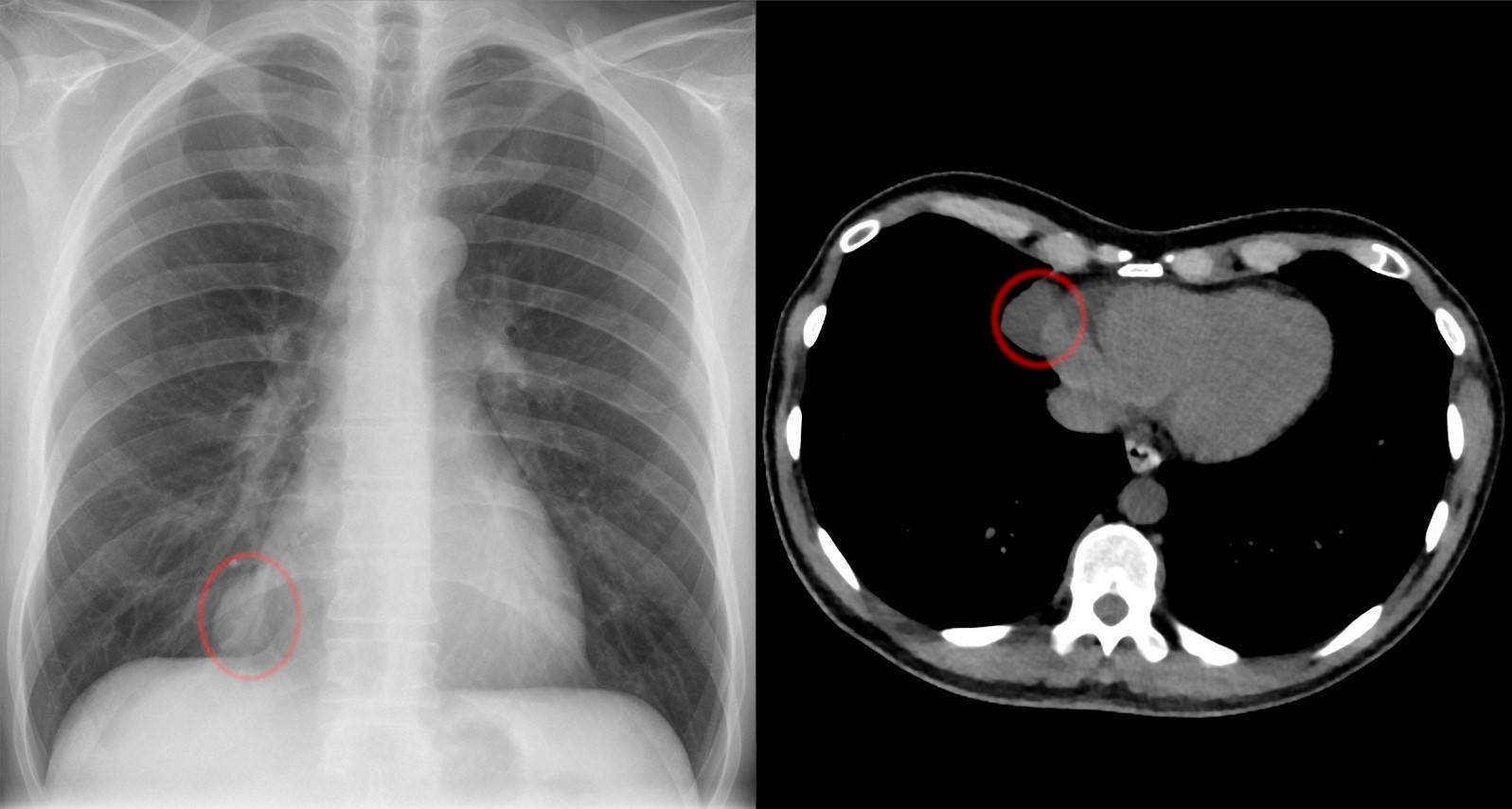
كيس تاموري صغير محاط بدائرة في صورة الأشعة السينية للصدر (على اليسار) وصورة الأشعة المقطعية للصدر (على اليمين).

تكون الأكياس التامورية خلقية أو مكتسبة وعادة ما يتم تشخيصها بالتصوير الشعاعي.
يشمل علاج الأكياس التامورية التصوير المستمر أو الشفط عبر الجلد أو الاستئصال الجراحي.

## الأعراض
عادة ما يكون المرضى بدون أعراض ويتم اكتشاف هذه الأكياس بالصدفة على الرغم من أنها قد تظهر أحيانًا مع ألم في الصدر وضيق في التنفس.
يعتمد الأكياس المصحوبة بأعراض على موقع الكيس وتأثيراته على الأعضاء القريبة، بما في ذلك القلب والرئتين والمريء.
تشمل الأعراض: ألم الصدر، والسعال، وضيق التنفس، وخفقان القلب، والإغماء، والالتهاب الرئوي المتكرر، وقصور القلب الاحتقاني، وصعوبة البلع، وفقدان الوزن.

## الأسباب
يمكن أن تكون الأكياس التامورية خلقية أو مكتسبة، حيث تكون الأغلبية خلقية.
تحدث الأكياس التامورية الخلقية بسبب خلل في نمو الكيس التاموري مما يؤدي إلى انتفاخ محاط بجدار مما يؤدي لتكوين كيس.
تحدث الأكياس التامورية المكتسبة بسبب الالتهاب الناتج عن الجراحة أو التهاب التامور أو الصدمة، أو داء شوكيات القلب وغسيل الكلى.

## التشخيص
نظرًا لأن الأكياس التامورية غالباً ما تكون بدون أعراض، فإن التشخيص الأكثر شيوعاً يكون من خلال الاكتشاف العرضي في الأشعة السينية للصدر.
من الصعوبة التمييز بين الأكياس التامورية والانتفاخات، يتم التمييز باتصال بين التامور وتجويف الكيس في حالة الانتفاخات، على عكس الكيس التاموري المسور بالكامل.
يمكن أيضًا استخدام التصوير المقطعي المحوسب أو التصوير بالرنين المغناطيسي لتشخيص كيسات التامور.
في التصوير المقطعي المحوسب والتصوير بالرنين المغناطيسي، يظهر كيس التامور عادةً على شكل هيكل دائري مملوء بالسوائل محاط بجدران رقيقة.
يمكن أيضًا تشخيص كيس التامور قبل الولادة باستخدام الموجات فوق الصوتية.
الأكياس التامورية الكبيرة تسبب أعراضاً وتكون مرشحة للشفط الجلدي أو التصلب بالإيثانول أو العلاج بالجراحة.
عادةً ما يكون الشفط الجلدي مع التصلب بالإيثانول هو العلاج الأول للكيس التاموري، يمكن للجراحة إزالة الكيس التاموري من خلال جراحة الصدر بمساعدة الفيديو، يتم اختيار نوع الجراحة بناءً على حجم وموقع الكيس التاموري.

## روابط إضافية
- ما هو القلب
- اطلس تشريح القلب
- تشريح القلب